# Circondario di Aschersleben
Il circondario di Aschersleben (in tedesco Landkreis Aschersleben) era un circondario della Sassonia-Anhalt di 64.829 abitanti, che aveva come capoluogo Aschersleben.
Già circondario durante la DDR, venne mantenuto tale anche dopo l'unificazione. Il 1º luglio 1994, dopo aver ceduto una parte di territorio al circondario di Quedlinburg, è stato poi unito con i circondari di Staßfurt e Hettstedt, a formare il circondario di Aschersleben-Staßfurt.

## Città e comuni
(Abitanti al 31 dicembre 1989)
| Città 1. Aschersleben (31.717) | Comuni |